# وائل بدر
وائل بدر (مواليد 1 ديسمبر 1978) هو لاعب كرة سلة مصري معتزل. لعب لصالح أندية الزمالك، الجزيرة والاتحاد السكندري.